# Dąb im. gen. Wasilija Czujkowa na Cytadeli w Poznaniu
Dąb im. gen. Wasilija Czujkowa na Cytadeli – pomnik przyrody, zabytkowy dąb szypułkowy, rosnący na zachodnim skraju Cytadeli poznańskiej, przy skrzyżowaniu ulic Armii Poznań i Za Cytadelą, przy płocie Cmentarza Garnizonowego. Drzewo nazwane zostało na cześć marszałka ZSRR - Wasilija Czujkowa. Dowodził on (w randze generała pułkownika) 8 Gwardyjską Armią podczas bitwy o Poznań w 1945 roku.
Park Cytadela jest jednym z najcenniejszych przyrodniczo terenów w mieście. Należy do Obszaru Natura 2000 Fortyfikacje w Poznaniu. Dąb ten jest jednym z dwóch drzew na terenie parku, obok dębu Cytadelowców Poznańskich na skrzyżowaniu ulic Armii Poznań i Za Cytadelą, który posiada status pomnika przyrody. Ma 421 cm obwodu i 21 metrów wysokości. Zasadzony został około roku 1840. Drzewo ma rzadko spotykany pokrój – na wysokości 170 cm pień rozdwaja się, tworząc dwa równoległe. Jeden z nich, po kilku metrach ponownie się rozdwaja. Drzewo jest zdrowe (tylko kilka suchych gałęzi).